# Ernst Schneider (Unternehmer, 1900)
Ernst Georg Schneider (* 6. Oktober 1900 in Heldenbergen; † 22. September 1977) war ein deutscher Unternehmer und Präsident des Deutschen Industrie- und Handelskammertages (DIHK).

## Unternehmer
Nach dem Abitur im Jahre 1918 studierte er an der Universität Frankfurt a. M. Wirtschafts-, Sozial- und Rechtswissenschaften. Im Jahr 1921 schloss er das Studium als Diplom-Kaufmann ab und promovierte 1922. Im Jahr 1925 wurde er Juniorpartner in der Unternehmensgruppe von Siegfried Arndt, deren wichtigste Beteiligung die Odol-Werke waren. In den Folgejahren expandierte die Unternehmensgruppe, zu der Firmen der Chemie, Kosmetik und Stahlverarbeitung gehörten.
Mit der Machtergreifung der Nationalsozialisten musste Arndt als Jude Deutschland verlassen und emigrierte in die USA. Im Rahmen der „Arisierung“ erwarb Ernst Schneider dessen Anteile, um sie treuhänderisch zu verwahren. Nach 1945 hat er die Unternehmen an seinen Geschäftspartner zurückgegeben. Auch Schneider geriet mit den Nationalsozialisten in Konflikte und wurde kurzzeitig in Köln verhaftet. Er konnte dann jedoch seine Geschäfte fortsetzen.
Nachdem Arndt 1955 ausgeschieden war, wurden dessen Anteile durch die Bank C. G. Trinkaus und die Berliner Handelsgesellschaft übernommen. Unternehmen, die zu Schneiders Holding „Kohlensäure-Industrie AG“ gehörten, waren u. a. die Lingner-Werke GmbH („Odol“), die Stahl- und Apparatebaufirmen Hein, Lehmann & Co. AG und die Hilgers AG, Rheinbrohl.
Bis zu seinem Ruhestand war Schneider maßgeblich am wirtschaftlichen Wiederaufbau der Westzonen beteiligt. Nach dem tödlichen Unfall seines einzigen Sohnes im Jahr 1968 verkaufte er seine Firmengruppe und zog sich aus allen Ämtern zurück. Von 1970 bis zu seinem Tod lebte er im Obergeschoss des Südflügels von Schloss Lustheim bei München, über seiner Sammlung von Meißener Porzellan. In Schloss Lustheim befindet sich heute auch sein Grabstein.

## Verbandsaktivitäten
Ernst Schneider war von 1949 bis 1968 Präsident der Industrie- und Handelskammer Düsseldorf, von 1963 bis 1969 Präsident des Deutschen Industrie- und Handelstags und von 1963 bis 1977 Präsident des Rat für Formgebung.

## Förderer der Künste und Sammler

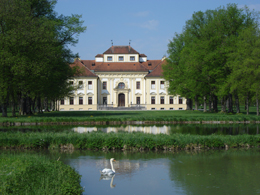
Schloss Lustheim bei München

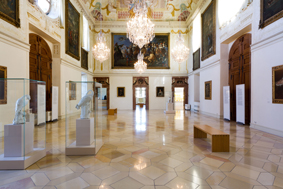
Festsaal von Schloss Lustheim

Ernst Schneider engagierte sich als Förderer der Künste. Er unterstützte Museen, Kunstvereine und Theater und war unter anderem Aufsichtsratsmitglied des Neuen Schauspielhauses Düsseldorf, Mitbegründer und Kuratoriumsmitglied der heutigen Kunstsammlung Nordrhein-Westfalen, Kuratoriumsmitglied des Wallraf-Richartz-Museums in Köln sowie des Museums Folkwang in Essen, Gründungsmitglied und Vorstand der Gesellschaft der Keramik-Freunde, Düsseldorf, Vorstandsmitglied der Schweizer Keramik-Freunde, Zürich, und Initiator der Ceramica-Stiftung in Basel.
Neben diesem Engagement sammelte Ernst Schneider sowohl Malerei und Graphik des frühen 20. Jahrhunderts als auch Kunsthandwerk des 18. Jahrhunderts und besonders Meißener Porzellan. Auf der Flucht von seinem Gut Moholz bei Niesky in der Oberlausitz nach Düsseldorf 1945 gelang es ihm, seine Porzellansammlung zu retten. Barocke Silberarbeiten wurden dagegen auf dem Transport bei den Luftangriffen auf Dresden zerstört.
Ab 1955 zeigte Ernst Schneider Porzellane, Silberobjekte und barocke Möbel im Obergeschoss von Schloss Jägerhof in Düsseldorf, wo heute noch Teile der Sammlung zu sehen sind. Doch waren die Räumlichkeiten bald zu beengt für die ständig wachsende Sammlung. Beeindruckt von der 1966 im Bayerischen Nationalmuseum in München gezeigten Ausstellung Meissener Porzellan 1710-1810, zu der Schneider rund 300 Exponate entlieh, entschloss er sich zu einer Stiftung an den Freistaat Bayern.
Nach der Sanierung wurde Schloss Lustheim 1971 als erstes Zweigmuseum des Bayerischen Nationalmuseums eingerichtet. Seither beherbergt es Schneiders Meißener Porzellan-Sammlung, deren Umfang und Bedeutung mit der Porzellansammlung im Dresdner Zwinger vergleichbar ist. Die Präsentation der über 2000 Meißener Porzellane bietet Einblick in die Vielfalt der Erzeugnisse der Meißener Manufaktur und ihres Erfindungsreichtums in den ersten Jahrzehnten von ihrer Gründung 1710 bis in die Zeit des Siebenjährigen Kriegs.

## Ehrungen
Nach Ernst Schneider ist der Ernst-Schneider-Preis, der Autorenpreis für herausragende Wirtschaftsbeiträge, gestiftet von den deutschen Industrie- und Handelskammern, benannt.
Die Stadt Düsseldorf hat den Ernst-Schneider-Platz nach ihm benannt. Die IHK Düsseldorf hat ihren Sitz nun am Ernst-Schneider-Platz 1.
Die Landesregierung Nordrhein-Westfalen verlieh ihm den Professorentitel und die Medizinische Akademie Düsseldorf die Ehrendoktorwürde.
Ernst Schneider war Träger der Goldenen Ehrenplakette der IHK Düsseldorf, der Alexander-Rüstow-Plakette (1969), des Großen Ehrenringes der Stadt Düsseldorf (1960) sowie des Großen Verdienstordens mit Stern (1964) und des Großen Verdienstordens mit Stern und Schulterband (1969) der Bundesrepublik Deutschland.
1975 wurde Ernst Schneider zum Ehrenbürger der Stadt Nidderau ernannt. 1983 wurde in Heldenbergen der „Ernst-Schneider-Gedenkbrunnen“ eingeweiht.
1996 wurde der Ernst-Schneider-Weg im Münchner Stadtteil Am Hart nach ihm benannt.